# Where Stone And Water Meet
Albums de Red Mourning
Pregnant with Promise
(2011) Under Punishement's Tree
(2018)
Where Stone and Water Meet est le troisième album du groupe de metal français Red Mourning sorti en 2014. Il s'agit du dernier album avec Romaric Méoule à la guitare, et du premier album du groupe à intégrer le lap steel.

## Liste des titres
| No  | Titre                          | Durée |
| --- | ------------------------------ | ----- |
| 1.  | Intro                          | 00:54 |
| 2.  | The Sound of Flies             | 04:00 |
| 3.  | Gun Blue                       | 03:02 |
| 4.  | Rabid Dogs and Twisted Bitches | 03:40 |
| 5.  | Emily                          | 01:48 |
| 6.  | White Line                     | 03:36 |
| 7.  | The Simple Truth               | 02:50 |
| 8.  | Work Song                      | 01:16 |
| 9.  | Over the Rail                  | 05:20 |
| 10. | Candlelight                    | 04:36 |
| 11. | Touched by Grace               | 03:00 |
| 12. | There Goes the Chair           | 03:42 |
| 13. | Where Stone and Water Meet     | 06:00 |

## Personnel
- Sébastien Meyzie : basse, chant
- Aurélien Renoncourt : batterie, chant
- J.C. Hoog : chant, harmonica
- Romaric Méoule : guitare, lapsteel